# Tamra Davis
Pour les articles homonymes, voir Davis.
Tamra Davis est une réalisatrice américaine née le 22 janvier 1962 en Californie (États-Unis).

## Biographie
Elle a été mariée avec Mike D, membre des Beastie Boys.

## Filmographie

### Comme réalisatrice
- 1992 : Le Démon des armes (Guncrazy)
- 1993 : CB4
- 1993 : I Got You Babe Cher with Beavis et Butt-Head (video)
- 1994 : No Alternative Girls (vidéo)
- 1995 : Billy Madison
- 1997 : Best Men
- 1998 : Les Fumistes (Half Baked)
- 2000 : Dis maman, comment on fait les bébés ? (Skipped Parts)
- 2000 : Beastie Boys: Video Anthology (vidéo)
- 2002 : Crossroads
- 2002 : Keep Your Eyes Open
- 2004 : Corporate Ghost (vidéo)
- 2010 : Jean-Michel Basquiat: The Radiant Child (documentaire)

### Comme productrice
- 2000 : Dis maman, comment on fait les bébés ? (Skipped Parts)

## Distinctions

### Nominations
- 1993 : Prix du meilleur film au "Mystfest" (Italie) pour Guncrazy
- 2003 : au Razzie Award du pire réalisateur pour Crossroads